# Dubiaranea colombiana
Dubiaranea colombiana is een spinnensoort uit de familie hangmatspinnen (Linyphiidae). De soort komt voor in Colombia.